# Rainbow 7
「Rainbow 7」（レインボー7）是日本的女子偶像組合早安少女組。的第7枚原創專輯。於2006年2月15日發行。唱片公司為zetima。

## 概要
- 與上一張原創專輯「愛的第6感」相距約1年2個月。
- 收錄第25張單曲「THE MANPOWER!!!」至第28張單曲「直感2 ～溜掉的魚才是最大尾的!～」，一共4首A面曲。
- 七期成員久住小春加入後第一張原創專輯。
- 此專輯是早安少女組。以十人形式參與演唱，一期成員飯田圭織只參與一首曲目（THE MANPOWER!!!），而二期成員矢口真里和四期成員石川梨華只參與二首曲目（THE MANPOWER!!!、大阪 戀之歌）
- 本作分「初回限定盤」和「CD盤」2種版本
- 在2月27日於公信榜專輯週排行榜取得第7位。

## 收錄內容

### CD（初回限定盤・CD盤）
1. HOW DO YOU LIKE JAPAN? 〜對日本有什麼感覺?〜（HOW DO YOU LIKE JAPAN? 〜日本はどんな感じでっか?〜）
（作詞・作曲：淳君 編曲：AKIRA）
2. THE MANPOWER!!!（THE マンパワー!!!）
（作詞・作曲：淳君 編曲：松原憲）
25th單曲・一期成員飯田圭織的畢業單曲
3. 成為永遠有藍天的未來吧!（青空がいつまでも続くような未来であれ!）
（作詞・作曲：淳君 編曲：鈴木Daichi秀行）
4. 大阪 戀之歌（大阪 恋の歌）
（作詞・作曲：淳君 編曲：鈴木Daichi秀行）
26th單曲・二期成員矢口真里的最後一張單曲、四期成員石川梨華的畢業單曲
5. INDIGO BLUE LOVE
（作詞・作曲：淳君 編曲：AKIRA）
新垣里沙・龜井繪里・田中麗奈主唱
6. Rainbow Pink（レインボーピンク）
（作詞・作曲：淳君 編曲：高橋諭一）
道重沙由美・久住小春主唱
7. 性感不已 心焦難耐（色っぽい じれったい）
（作詞・作曲：淳君 編曲：鈴木Daichi秀行）
27th單曲・七期成員久住小春加入後第一張單曲
8. 在無色透明的狀態（無色透明なままで）
（作詞・作曲：淳君 編曲：大久保薫）
吉澤瞳・高橋愛・紺野朝美・小川麻琴・藤本美貴主唱
9. Purple Wind（パープルウインド）
（作詞・作曲：淳君 編曲：平田祥一郎）
10. 再見 SEE YOU AGAIN Adios BYE BYE Chaccha!（さよなら SEE YOU AGAIN アディオス BYE BYE チャッチャ!）
（作詞・作曲：淳君 編曲：鈴木俊介）
11. 直感2 ～溜掉的魚才是最大尾的!～（完全正確Remix）（直感2 〜逃した魚は大きいぞ!〜（全くその通リミックス））
（作詞・作曲：淳君 編曲：江上浩太郎）
28th單曲・第6枚原創專輯「愛的第6感」收錄曲「直感 ～有時愛情是〜」的後續曲
12. 女子喧嚷物語3（女子かしまし物語3）
（作詞・作曲：淳君 編曲：鈴木Daichi秀行）
23th單曲「女子喧嚷物語」的第三個版本
次序為吉澤瞳→藤本美貴→小川麻琴→高橋愛→紺野朝美→新垣里沙→田中麗奈→龜井繪里→道重沙由美→久住小春